# Schiffshypothekenbank
Eine Schiffshypothekenbank war in Deutschland eine Hypothekenbank, die als Spezialbank die Finanzierung von Handelsschiffen übernahm.

## Allgemeines
Handelsschiffe stellen strategische Investitionen dar, weil ihr Bau oder Erwerb hohe Investitionsausgaben mit sich bringt. Deshalb spielt die Finanzierung dieser Investitionsausgaben eine große Rolle. Neben der Eigenfinanzierung gibt es die Möglichkeit der Fremdfinanzierung durch Spezialbanken oder auch Universalbanken. Zunächst entstanden Spezialbanken in Form der Schiffshypothekenbanken. Sind Schiffe in das Schiffsregister eingetragen, so werden sie regelmäßig wie Grundstücke angesehen und gelten deshalb als grundstücksgleiche Rechte, die materiell-rechtlich und formell-rechtlich wie Grundstücke behandelt werden. Diese Rechtsfrage brachte für die Schiffsfinanzierung erhebliche Rechtssicherheit. Zwar existieren keine deutschen Schiffshypothekenbanken mehr, doch gibt es weiterhin die Schiffsfinanzierung.

## Geschichte
Die vom Sinn her – nämlich Sicherungszwecke – ähnliche Bodmerei existierte schon bei den Griechen etwa 400 vor Christus. Das Schiffsregister ist eng verbunden mit dem Flaggenrecht und dem frühen Bedürfnis, Schiffskredite wirksam abzusichern. Das erste Schiffsregister geht zurück auf den englischen Merchant Shipping Act vom August 1854, von dem wesentliche Bestimmungen das deutsche ADHGB vom Mai 1861 in Art. 438 ADHGB übernahm. Die deutsche Binnenschifffahrt regulierte ein Gesetz vom Juni 1895. In den Niederlanden beteiligten sich die ab 1899 gegründeten zwei Schiffshypothekenbanken an der Finanzierung der Seeschifffahrt. Es handelte sich um die „Nederlandsche Scheepshypotheekbank“ in Rotterdam (April 1899), der weltweit ersten Schiffshypothekenbank, und nur vier Wochen später um die „Eerste Nederlandsche Scheepsverband Maatschapij“ in Dordrecht. In Deutschland machte im Januar 1918 in Duisburg die Errichtung der mit 6 Millionen Mark ausgestatteten „Deutschen Schiffsbeleihungsbank A.G.“ den Anfang. Auch in Hamburg ist man im Januar 1918 an die Gründung einer Schiffsbeleihungsbank („Deutsche Schiffsbeleihungsbank“) herangetreten. Es folgte noch im selben Jahr die „Deutsche Schiffspfandbriefbank AG Berlin/Bremen“.
Im August 1933 sorgte das Schiffsbankgesetz für die Regulierung dieses Spezialzweigs. Das die Schiffshypothek behandelnde Schiffsregistergesetz (SchRG) stammt vom November 1940. In der Folge dieser Gesetze gründeten sich die „Neue Deutsche Schiffspfandbriefbank AG“ Bremen (1948) und die „Schiffshypothekenbank zu Lübeck AG“ Kiel/Hamburg (1949). An sich war der Schiffskredit wegen seiner Sicherheit, nämlich der Pfandbestellung an Schiff und Fracht, dem Realkredit zuzuordnen. Das Risiko der damaligen Seefahrt trieb aber den Kreditzins, der gleichzeitig eine Art Versicherungsprämie war, naturgemäß nach oben. Im Januar 1943 entstand die Schweizerische Schiffshypothekenbank AG Basel, die im September 2004 liquidiert wurde.

Aktie über 100 DM der Deutschen Schiffspfandbriefbank AG zu Berlin vom Oktober 1958

Nach dem Zweiten Weltkrieg existierten fünf deutsche Schiffshypothekenbanken:
- Deutsche Schiffsbeleihungsbank, Hamburg (gegründet 1918),
- Deutsche Schiffskreditbank AG, Duisburg (gegründet 1918),
- Deutsche Schiffspfandbriefbank AG, Bremen und Berlin (gegründet 1918)
- Neue Deutsche Schiffspfandbriefbank AG, Bremen (gegründet 1948),
- Schiffshypothekenbank zu Lübeck AG, Kiel / Hamburg (gegründet 1949).

Diese Spezialbanken existieren heute nicht mehr. Die vier erstgenannten Banken wurden schrittweise zusammengeschlossen, seit 1989 bildeten sie die Deutsche Schiffsbank. Deren Eigentümer waren Commerzbank, Dresdner Bank und HypoVereinsbank. Seit November 2011 war die Commerzbank Alleineigentümerin. Die Verschmelzung mit der Commerzbank am 22. Mai 2012 bedeutete das Ende der Deutschen Schiffsbank.
Die Schiffshypothekenbank zu Lübeck AG wurde als Tochterunternehmen der damaligen Landesbank in Kiel gegründet und hatte über viele Jahre dort auch ihren Sitz. Im Zuge der ständigen Globalisierung wurden Repräsentanzen in Norwegen, Griechenland und Fernost gegründet. 1989 wurde sie eine 100 % Tochter der Deutschen Bank, woraus auch die Sitzverlegung nach Hamburg resultierte. 2008 wurde die Bank vollständig mit der Deutschen Bank AG verschmolzen. Das gesamte Schiffsfinanzierungsgeschäft der Deutschen Bank wird seither unter dem neuen Namen Deutsche Shipping geführt.
Schifffahrtskrisen wie die ab 2008 haben das besondere Finanzrisiko der Schiffsfinanzierung offengelegt. Nach einer kurzen Erholung ab 2010 gab es ab Juni 2012 eine neue Schiffskrise, weswegen die Commerzbank den Rückzug aus diesem Geschäftsfeld ankündigte. Die Deutsche Bundesbank kritisierte, dass die Finanzierung immer größerer Schiffe und ein „Absturz der Frachtraten in ungeahnte Tiefen“ ein beträchtliches Risiko für Geschäftsbanken darstelle. Eine Mischung aus zu optimistischen Erwartungen und einer nicht tragfähigen Kreditaufnahme habe zur Krise in der Schifffahrt geführt. Bei der Schiffsfinanzierung handele es sich um ein beträchtliches regionales und sektorales Risiko im Bankensektor (Klumpenrisiko). Im Juni 2018 verkaufte die Deutsche Bank 1 Mrd. Euro notleidende Schiffskredite an den Investor Oak Hill Advisors.

## Schiffsfinanzierung
Die Schiffsfinanzierung (englisch ship financing) besitzt weltweite Bedeutung.

### Allgemeines
Das vollständige Verschwinden der ehemaligen Schiffshypothekenbanken darf nicht zu der Annahme verleiten, dass die Schiffsfinanzierung heute ohne Bedeutung sei. Vielmehr betreiben vor allem küstennah gelegene Universalbanken (etwa die HSH Nordbank, NordLB, Commerzbank oder die Deutsche Bank mit ihrer Geschäftssparte „Deutsche Shipping“) oder Privatbanken (etwa Berenberg Bank) die Finanzierung von Containerschiffen, Kreuzfahrtschiffen oder Massengutfrachtern im Rahmen der Objektfinanzierung oder über Schiffsfonds. Das Handelsblatt bezifferte in einem Artikel vom 1. Juni 2013 das Kreditvolumen mit 27 Mrd. (HSH Nordbank), 18 Mrd. (NordLB) und 16 Mrd. Euro (Commerzbank).

### Beleihung
Die Beleihung von Seeschiffen oder Binnenschiffen ist mit einer Beleihungsgrenze von 60 % des Beleihungswerts (als Realkredit) oder maximal 70 % (mit Personalkreditanteil) möglich. Darüber hinaus handelt es sich um Vollfinanzierung, die mit besonderen Kreditrisiken verbunden ist, weil im Falle der Zwangsvollstreckung die Erzielung der ursprünglichen Anschaffungskosten sehr unwahrscheinlich ist. Der Beleihungswert orientiert sich am Sachwert (Anschaffungskosten) oder am Ertragswert (Frachteinnahmen).

### Schiffshypothek
Ein Schiff (Binnenschiff oder Seeschiff) kann gemäß § 8 Abs. 1 SchRG in Verbindung mit § 3 SchRG und § 24 SchRG zur Sicherung einer Forderung in der Weise belastet werden, dass der Gläubiger berechtigt ist, seine Befriedigung aus dem Schiff durch dessen Verwertung zu suchen (Schiffshypothek). Sie ist damit eine Art der Hypothek – konkret der Sicherungshypothek als reine Buchhypothek – und ein streng akzessorisches Pfandrecht, denn das Recht des Gläubigers aus der Schiffshypothek bestimmt sich nur nach der Forderung (§ 8 Abs. 1 Satz 3 SchRG). Die Schiffshypothek wird im Schiffsregister auf Antrag und Bewilligung des Schiffseigentümers eingetragen (§§ 29 SchRegO, § 37 Abs. 1 SchRegO). Das Schiffsregister genießt auch im Hinblick auf die Schiffshypothek öffentlichen Glauben (§ 16 Abs. 1 SchRG). Möglich sind unter anderem die Gesamthypothek (§ 28 Abs. 1 SchRG), Höchstbetragshypothek (§ 75 Abs. 1 SchRG) oder die Werftbesitzerhypothek nach § 647a Abs. 2 BGB (Unternehmerpfandrecht).

### Schiffsfonds
Schiffsfonds sind als Investmentfonds ein Instrument der Schiffsfinanzierung. Im Regelfall werden sie in Form eines geschlossenen Fonds geführt und finanzieren die Erwerb oder den Bau von Seeschiffen.

## Refinanzierung
Die Refinanzierung der Schiffshypotheken erfolgt durch Schiffspfandbriefe, einer Spezialform des Pfandbriefs. Die heutige Schiffsfinanzierung muss daher im Rahmen einer Pfandbriefbank ablaufen, wobei die Bestimmungen des Pfandbriefgesetzes zu beachten sind.